# 极致追击
《极致追击》（英語：S.M.A.R.T. Chase）是一部由英國與中國合作的2017年動作電影，由查爾斯·馬丁執導，演員包括奧蘭多·布魯姆、任達華、昆凌、熊黛林、吳磊、梁靜、釋彥能等人。電影於2017年9月30日在中國上映。

## 劇情
丹尼·斯特拉頓（奧蘭多·布魯姆 飾）任職私人保全，他要護送稀有的中國古董，但是在路上遭遇伏擊。 另外，丹尼必須與SMART（安全管理動作回復團隊）去救他心愛的女人，而一場陰謀正慢慢逼近...。

## 演員
- 奧蘭多·布魯姆 飾演 丹尼·斯特拉頓
- 吳磊 飾演 叮噹
- 任达华 飾演 马赫
- 熊黛林 飾演 莫凌
- 昆凌 飾演 婕潔
- 梁靜 飾演 严塔拉
- 释彥能 飾演 龙飞
- 英达 飾演 宋馆长
- 常戎 飾演 戴警官
- 白梓轩 飾演 西幕

## 製作
《極致追擊》由中英兩國的製作團隊共同打造，其原名為《極智追擊：火與地球》。

### 花絮
- 昆凌在《極致追擊》拍攝期間已懷有身孕，但本不知情。甚至有一場戲奧蘭多·布魯被要求要踢昆凌的腹部。所幸被任達華建議拒絕。
- 《極致追擊》拍攝期間周杰倫曾到現場探班，但奧蘭多·布魯將一名戴墨鏡的臨演誤認成周杰倫而上前擁抱。
- 奧蘭多·布魯透漏自己的小兒子曾到過拍攝現場，讓奧蘭多每回都急著快點拍完。因為他表示，到中國拍攝《極致追擊》是他有史以來離開兒子最久的一次。

## 電影主題曲
《極致追擊》電影主題曲《時光之墟》

作詞：余慧迪

作曲：周杰倫

演唱：許魏洲

## 發行
2017年7月12日，在北京舉行定檔發布會，電影定於2017年9月30在中國上映。

### 評價
電影在豆瓣電影上僅獲得了3.6分，口碑不佳。

## 外部連結
- 互联网电影数据库（IMDb）上《Smart Chase》的资料（英文）（英文）